# To på flugt - Et hårrejsende eventyr
To på flugt – et hårrejsende eventyr (eng: Tangled) er en amerikansk fantasy og musical computeranimationsfilm fra 2010, som er produceret af Walt Disney Animation Studios. Den er nr. 50 i rækken af Disneys klassikere og er i store træk baseret på Brødrene Grimms folkeeventyr, Rapunzel.
Filmens engelske titel var egentlig Rapunzel indtil man ændrede det til Tangled kort før premieren. Den havde premiere i biografer og i 3D den 24. november 2010 i USA og den 3. februar 2011 i Danmark, efter en seks år lang produktion og et budget på 1,35 mia. kroner. Dette gør den til den dyreste animationsfilm, der nogensinde er lavet og den andendyreste film, der nogensinde er lavet, kun overgået af Disneys film fra 2007: Pirates of the Caribbean: Ved Verdens Ende.

## Skuespillere
| Rolle                          | Dansk indtaling    | Engelsk indtaling | Beskrivelse |
| ------------------------------ | ------------------ | ----------------- | --- |
| Rapunzel                       | Cecilie Stenspil   | Mandy Moore       | Ung pige, der som barn blev kidnappet af Mor Gothel. Da tyven Flynn Rider dukker op, viser hun sig som en handlekraftig ung kvinde. |
| Eugene Flynn Rider Fitzherbert | Alexandre Willaume | Zachary Levi      | |
| Mor Gothel                     | Betty Glosted      | Donna Murphy      | |
| Skurk med klo                  | Max Hansen Jr.     | Brad Garrett      | |
| Bror Slubbertgrum              | Lars Mikkelsen     | Ron Perlman       | |
| Storetud                       | Peter Jorde        | Jeffrey Tambor    | |
| Vladimir                       | Kasper Leisner     | Richard Kiel      | |
| Vagtlederen                    | Karsten Jansfort   | M. C. Gainey      | |
| Lille fuld skurk               | Tonny Lambert      | Paul F. Tompkins  | |